# Karin Prinsloo (natation)
Pour les articles homonymes, voir Karin Prinsloo.
Karin Prinsloo, née le 2 décembre 1989, est une nageuse sud-africaine.

## Palmarès

### Championnats d'Afrique
- Médaille d'or du 50 mètres nage libre en 2010 à Casablanca
- Médaille d'or du 100 mètres nage libre en 2010 à Casablanca
- Médaille d'or du relais 4 × 100 mètres nage libre en 2010 à Casablanca
- Médaille d'or du relais 4 × 100 mètres quatre nages en 2010 à Casablanca

### Jeux africains
- Médaille d'or du 50 mètres nage libre en 2011 à Maputo
- Médaille d'or du 100 mètres nage libre en 2011 à Maputo
- Médaille d'or du 200 mètres nage libre en 2015 à Brazzaville
- Médaille d'or du 200 mètres nage libre en 2011 à Maputo
- Médaille d'or du 400 mètres nage libre en 2015 à Brazzaville
- Médaille d'or du 50 mètres dos en 2011 à Maputo
- Médaille d'or du relais 4 × 100 mètres nage libre en 2015 à Brazzaville
- Médaille d'or du relais 4 × 200 mètres nage libre en 2015 à Brazzaville
- Médaille d'or du relais 4 × 100 mètres quatre nages en 2015 à Brazzaville
- Médaille d'or du relais 4 × 100 mètres nage libre en 2011 à Maputo
- Médaille d'or du relais 4 × 200 mètres nage libre en 2011 à Maputo
- Médaille d'or du relais 4 × 100 mètres quatre nages en 2011 à Maputo
- Médaille d'argent du 50 mètres nage libre en 2015 à Brazzaville
- Médaille d'argent du 100 mètres nage libre en 2015 à Brazzaville
- Médaille d'argent du 100 mètres dos en 2015 à Brazzaville
- Médaille d'argent du 100 mètres dos en 2011 à Maputo
- Médaille d'argent du 200 mètres dos en 2015 à Brazzaville

### Championnats du monde juniors
- Médaille d'argent du relais 4 × 100 mètres quatre nages en 2006 à Rio de Janeiro

## Distinctions individuelles
- Nageuse africaine de l'année en 2013 et en 2014